# Wahlkreis Linlithgow (Schottisches Parlament)
| Linlithgow           |
| -------------------- |
| Linlithgow · Lothian |
| Gebildet             |
| 1999                 |
| Abgeordneter         |
| Fiona Hyslop (SNP)   |
| Regionen             |
| West Lothian         |

Linlithgow ist ein Wahlkreis für das Schottische Parlament. Er wurde 1999 als einer von neun Wahlkreisen der Wahlregion Lothians eingeführt, die im Zuge der Revision der Wahlkreise im Jahre 2011 neu zugeschnitten und in Lothian umbenannt wurde. Hierbei wurden auch die Grenzen des Wahlkreises Linlithgow neu gezogen. Der Wahlkreis umfasst die nördlichen Gebiete der Council Area West Lothian und damit die Städte Bathgate, Linlithgow und Whitburn. Durch die neuen Grenzen fällt seit 2011 auch die Stadt Broxburn in den Wahlkreis Linlithgow. Der Wahlkreis entsendet einen Abgeordneten.
Der Wahlkreis erstreckt sich über eine Fläche von 214,6 km2. Im Jahre 2020 lebten 96.574 Personen innerhalb seiner Grenzen.

## Wahlergebnisse

### Parlamentswahl 1999
| Ergebnisse der Parlamentswahl 1999 | Ergebnisse der Parlamentswahl 1999 | Ergebnisse der Parlamentswahl 1999 | Ergebnisse der Parlamentswahl 1999 |
| Partei                             | Kandidat                           | Stimmen                            | %                                  |
| ---------------------------------- | ---------------------------------- | ---------------------------------- | ---------------------------------- |
| Labour                             | Mary Mulligan                      | 15.247                             | 45,1                               |
| SNP                                | Stewart Stevenson                  | 12.319                             | 36,5                               |
| Conservative                       | Gordon Lindhurst                   | 3158                               | 9,4                                |
| Liberal Democrats                  | John Barrett                       | 2643                               | 7,8                                |
| Parteilos                          | Irene Overstone                    | 415                                | 1,2                                |

### Parlamentswahl 2003
| Ergebnisse der Parlamentswahl 2003 | Ergebnisse der Parlamentswahl 2003 | Ergebnisse der Parlamentswahl 2003 | Ergebnisse der Parlamentswahl 2003 | Ergebnisse der Parlamentswahl 2003 |
| Partei                             | Kandidat                           | Stimmen                            | %                                  | ±                                  |
| ---------------------------------- | ---------------------------------- | ---------------------------------- | ---------------------------------- | ---------------------------------- |
| Labour                             | Mary Mulligan                      | 11.548                             | 41,8                               | −3,3                               |
| SNP                                | Fiona Hyslop                       | 9578                               | 34,7                               | −1,8                               |
| Conservative                       | Gordon Lindhurst                   | 3059                               | 11,1                               | −1,7                               |
| Liberal Democrats                  | Martin Oliver                      | 2093                               | 7,1                                | +0,7                               |
| Socialist                          | Steven Nimmo                       | 1367                               | 4,9                                | +4,9                               |
| Wahlbeteiligung: 27.645 (51,09 %)  |                                    |                                    |                                    |                                    |

### Parlamentswahl 2007
| Ergebnisse der Parlamentswahl 2007 | Ergebnisse der Parlamentswahl 2007 | Ergebnisse der Parlamentswahl 2007 | Ergebnisse der Parlamentswahl 2007 | Ergebnisse der Parlamentswahl 2007 |
| Partei                             | Kandidat                           | Stimmen                            | %                                  | ±                                  |
| ---------------------------------- | ---------------------------------- | ---------------------------------- | ---------------------------------- | ---------------------------------- |
| Labour                             | Mary Mulligan                      | 12.725                             | 42,9                               | +1,1                               |
| SNP                                | Fiona Hyslop                       | 11.565                             | 39,0                               | +4,3                               |
| Conservative                       | Donald Cameron                     | 3125                               | 10,5                               | −0,6                               |
| Liberal Democrats                  | Martin Oliver                      | 2232                               | 7,5                                | +0,4                               |
| Wahlbeteiligung: 29.637 (52,76 %)  |                                    |                                    |                                    |                                    |

### Parlamentswahl 2011
| Ergebnisse der Parlamentswahl 2011 | Ergebnisse der Parlamentswahl 2011 | Ergebnisse der Parlamentswahl 2011 | Ergebnisse der Parlamentswahl 2011 | Ergebnisse der Parlamentswahl 2011 |
| Partei                             | Kandidat                           | Stimmen                            | %                                  | ±                                  |
| ---------------------------------- | ---------------------------------- | ---------------------------------- | ---------------------------------- | ---------------------------------- |
| SNP                                | Fiona Hyslop                       | 17.027                             | 49,8                               | +10,8                              |
| Labour                             | Mary Mulligan                      | 12.936                             | 37,8                               | −5,1                               |
| Conservative                       | Christopher Donnelly               | 2646                               | 7,7                                | −2,8                               |
| Liberal Democrats                  | Jennifer Lang                      | 1015                               | 3,0                                | −4,5                               |
| National Front                     | Michael Coyle                      | 558                                | 1,6                                | +1,6                               |
| Wahlbeteiligung: 34.182 (52,57 %)  |                                    |                                    |                                    |                                    |

### Parlamentswahl 2016
| Ergebnisse der Parlamentswahl 2016 | Ergebnisse der Parlamentswahl 2016 | Ergebnisse der Parlamentswahl 2016 | Ergebnisse der Parlamentswahl 2016 | Ergebnisse der Parlamentswahl 2016 |
| Partei                             | Kandidat                           | Stimmen                            | %                                  | ±                                  |
| ---------------------------------- | ---------------------------------- | ---------------------------------- | ---------------------------------- | ---------------------------------- |
| SNP                                | Fiona Hyslop                       | 19.362                             | 50,4                               | +0,6                               |
| Labour                             | Angela Boyd Moohan                 | 10.027                             | 26,1                               | −11,7                              |
| Conservative                       | Charles Kennedy                    | 7.699                              | 20,0                               | +12,3                              |
| Liberal Democrats                  | Dan Farthing-Sykes                 | 1.319                              | 3,4                                | +0,5                               |
| Wahlbeteiligung: (53,8 %)          |                                    |                                    |                                    |                                    |

### Parlamentswahl 2021
| Ergebnisse der Parlamentswahl 2021 | Ergebnisse der Parlamentswahl 2021 | Ergebnisse der Parlamentswahl 2021 | Ergebnisse der Parlamentswahl 2021 | Ergebnisse der Parlamentswahl 2021 |
| Partei                             | Kandidat                           | Stimmen                            | %                                  | ±                                  |
| ---------------------------------- | ---------------------------------- | ---------------------------------- | ---------------------------------- | ---------------------------------- |
| SNP                                | Fiona Hyslop                       | 22.693                             | 48,4                               | −2,0                               |
| Labour                             | Kirsteen Sullivan                  | 12.588                             | 26,9                               | +0,8                               |
| Conservative                       | Charles Kennedy                    | 9.472                              | 20,2                               | +0,2                               |
| Liberal Democrats                  | Sally Pattle                       | 2.126                              | 4,5                                | +1,1                               |
| Wahlbeteiligung: 62 %              |                                    |                                    |                                    |                                    |